# Joey DeFrancesco

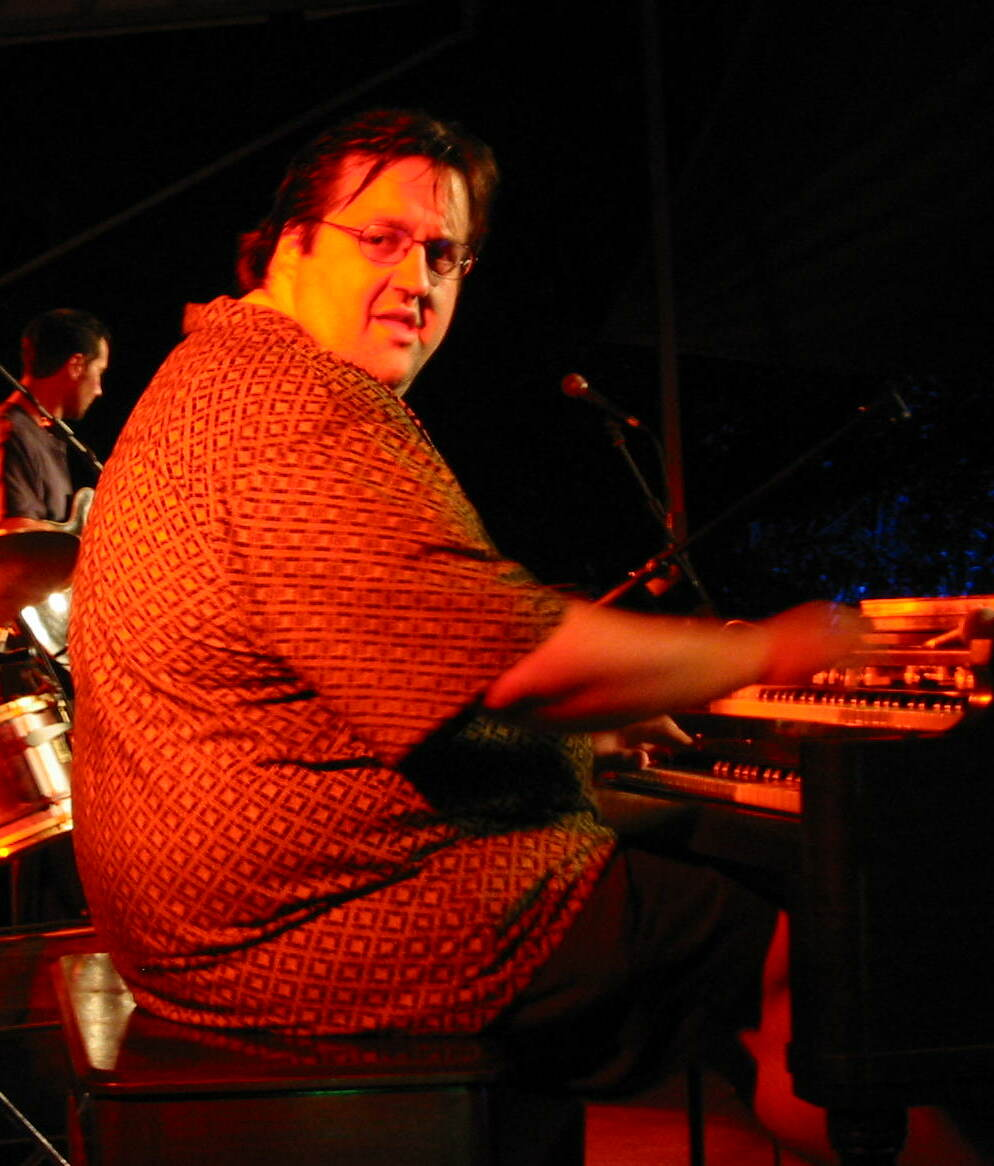
Joey DeFrancesco (2002)

Joey DeFrancesco (* 10. April 1971 in Springfield, Pennsylvania; † 25. August 2022) war ein US-amerikanischer Jazzorganist, Tenorsaxophonist und Trompeter.

## Leben
DeFrancesco war der Sohn des Pianisten und Organisten „Papa“ John DeFrancesco; sein Großvater spielte bei den Dorsey Brothers. Sein Album-Debüt gab er bereits mit 17 Jahren und spielte schon als Jugendlicher mit Shirley Scott und Brother Jack McDuff (mit dem er später auch aufnahm). Wenig später tourte er mit Jazzgrößen wie Miles Davis (Tour 1987/8, Aufnahme Amandla 1989) oder John McLaughlin. 1989 machte er seinen Abschluss an der Philadelphia High School of Creative and Performing Arts. Im selben Jahr erschien sein erstes Album als Leader. Mitte der 1990er Jahre arbeitete er viel im Trio mit John McLaughlin, später im Trio mit Ximo Tebar.
Er galt als einer der Hauptverantwortlichen für den Hammond-B3-Boom Anfang der 1990er Jahre. Auf manchen Alben war DeFrancesco auch als Sänger zu hören.
Nennenswert sind auch seine Arbeiten mit der Hammond-Orgel-Legende Jimmy Smith (Incredible, Jazzfestival San Francisco 1999) und mit Pat Martino (Live at Yoshi’s, Blue Note, 2001). Ende 2019 wurde sein Album In the Key of the Universe für die Grammy Awards 2020 nominiert.

## Diskografische Hinweise
- The Free Spirits Tokyo Live (Verve Records, 1994), mit John McLaughlin, Dennis Chambers
- All In The Family (HighNote, 1998), mit „Papa“ John DeFrancesco
- Goodfellas (Concord Jazz, 1999) mit Frank Vignola
- Incredible! (Concord Jazz, 2000) mit Jimmy Smith
- Singin’  and Swingin’ (Concord Jazz, 2001)
- Ballads and Blues (Concord Jazz, 2002)
- The Philadelphia Connection: A Tribute to Don Patterson (HighNote, 2002)
- Falling in Love Again (Concord Jazz, 2003)
- Plays Sinatra His Way (HighNote, 2004)
- Organic Vibes (Concord Records, 2006)
- The Authorized Bootleg (Concord Records, 2006)
- DeFrancesco Brothers (VectorDisc, 2011), mit seinem Bruder Johnny und Glen Ferracone
- You’re Driving Me Crazy (Sony Legacy, 2018), mit Van Morrison, Dan Wilson, Michael Ode
- Temple University Jazz Band, Terell Stafford, Christian McBride, Joey DeFrancesco: Without You No Me Honoring The Legacy of Jimmy Heath (BCM+D Records, 2021)
- More Music (Mack Avenue, 2021), mit Michael Ode, Lucas Brown